# マルクス・アエミリウス・バルブラ
マルクス・アエミリウス・バルブラ（ラテン語: Marcus Aemilius Barbula、生没年不詳）は紀元前3世紀中期から後期の共和政ローマの政治家・軍人。紀元前230年に執政官（コンスル）を務めた。

## 出自
パトリキ（貴族）であるアエミリウス氏族の出身。父のプラエノーメン（第一名、個人名）はルキウス、祖父はクィントゥスである。父のルキウスは紀元前281年の執政官ルキウス・アエミリウス・バルブラ、祖父は紀元前317年と紀元前311年の執政官クィントゥス・アエミリウス・バルブラと思われる。

## 経歴
バルブラは紀元前230年に執政官に就任。同僚のプレブス（平民）執政官はマルクス・ユニウス・ペラであった。両執政官はリグリアへ出征した。ゾナラスによれば、カルタゴは、この遠征を知ってローマとの新たな戦争を決意したが、ローマ軍の物量とまたローマ軍が友軍として受け入れられたためにそれを断念したとする。しかしこれは明らかに間違いであり、ゾナラスはカルタゴとガリアを取り違えている。ポリュビオスによれば、ガリアはフラミニウス法（旧ガリア領のピケナム周辺 (現リミニ南方)の土地を農民に分配することを認めた法律）が成立したことを知り、ガリアはローマとの戦争寸前となっていた。
同年、ローマの使節がイリュリア王国に派遣されている。しかし使節の一人であるルキウス・コンカルニウスが女王テウタに不敬な発言をしたとして暗殺された。これがきっかけで翌年に第一次イリュリア戦争が開始されている。

## 参考資料
- カピトリヌスのファスティ
- ゾナラス『歴史梗概』
- ポリュビオス『歴史』
- Broughton, T. Robert S. (1951). The Magistrates of the Roman Republic . Volume I, 509 BC - 100 BC (in English). I, number XV. New York: The American Philological Association. 5 page
- この記事には現在パブリックドメインである次の出版物からのテキストが含まれている: Smith, William, ed. (1870). "Marcus Aemilius Barbula". Dictionary of Greek and Roman Biography and Mythology (英語).